# Crisantes
Crisantes o Crisantas (en llatí Chrysantas, Khrysantas, en grec antic Χρυσάντας) era un mag persa, un noble (ὁμότιμος), servidor de Cir II el Gran. Segons Xenofont, era petit de cos i d'alçada, però tenia una gran saviesa.
Precisament pels bons consells que donava al rei, i la promptitud amb que va saber transmetre les opinions del rei després de la conquesta de Babilònia a la segona meitat del segle vi aC se li va atorgar el govern de la satrapia de Lídia i Jònia.